# Неловкий вечер
«Неловкий вечер» (нидерл. De avond is ongemak) — дебютный роман нидерландского писателя Лукаса Рейневелда, впервые опубликованный в 2018 году в издательстве Atlas Contact. Произведение было отмечено Международной Букеровской премией 2020 года. В основе сюжета — история голландской девочки, чья семья переживает смерть старшего сына.
В переводе на русский язык книга вышла в 2020 году в издательстве Inspiria.

## Сюжет
Действие романа разворачивается в начале 2000-х годов и охватывает несколько лет из жизни религиозной семьи голландских молочных фермеров по фамилии Мюлдер. Повествование ведётся от лица Яс Мюлдер — «странного ребёнка» с богатым и мрачным воображением. Она живёт на ферме вместе с родителями, двумя старшими братьями, Маттисом и Оббе, и младшей сестрой Ханной. В завязке романа, когда Яс десять лет, Маттис тонет в реке, провалившись под лёд во время катания на коньках. Семья едва ли может оправиться от утраты. Яс подмечает, что её строгие родители не только не балуют вниманием и заботой своих оставшихся детей, но и отдалились друг от друга; ей не по себе от того, что мать практически перестала есть. Оббе по ночам бьётся головой о спинку кровати, а в остальное время предстаёт жестоким подростком: так, «игры», в которые он порой втягивает сестёр, запросто могут закончиться убийством одного из домашних животных. Яс больше не снимает своего пальто и прибегает к самоповреждению.
В скором времени на семью обрушивается другое несчастье — эпидемия ящура, из-за которой Мюлдеры вынуждены забить своё стадо коров. Осматривающий животных ветеринар засыпает Яс комплиментами и делает неоднозначные намёки. Яс и Ханна периодически обсуждают план побега из дома. Во время очередной «игры» Оббе страдает подруга Яс Белль, и девочки перестают общаться. Сама не зная зачем, Яс сталкивает Ханну в реку, в которой утонул Маттис, но выбравшаяся из воды сестрёнка не держит на неё зла. В финале романа Яс вдруг спускается в домашний погреб, залезает в большой морозильник и запирает себя внутри.

## Публикация
Рейневелду потребовалось шесть лет, чтобы закончить произведение, отчасти навеянное его собственной жизнью: гибелью старшего брата и взрослением на ферме в верующей реформатской семье. По словам Рейневелда, на становление романа также повлияло творчество Яна Волкерса, писавшего на схожие темы.
31 января 2018 года в издательстве Atlas Contact, с которым Рейневелд начал сотрудничать ещё в 2012 году, книга впервые вышла в Нидерландах. С тех пор она была переведена как минимум на 38 языков, в том числе английский, немецкий, французский, итальянский, испанский, корейский и арабский. На русском языке её выпустило издательство «Эксмо» Inspiria 23 ноября 2020 года в переводе Ксении Новиковой. В 2023 году роман был переиздан в Atlas Contact под изменённым именем автора.

## Восприятие
Американский журнал Publishers Weekly написал, что дебютная работа Рейневелда «воспроизводит на современный лад классическую литературу о гневе Божием», а также отметил, что «подобно сцене на картине Босха, этот макабрический текст наполнен сексуальными проступками, педофилией, пытками животных и насилием». Обозревательница британской газеты The Guardian Холли Уильямс охарактеризовала роман как «бесстрашное исследование семьи, разваливающейся в безумии горя, которое предстаёт ещё более пугающим из‑за по-детски простой и недраматической манеры описания её [семьи] компульсивного поведения». В разговоре с изданием The New York Times переводчица на английский язык Мишель Хатчисон призналась, что ей было тяжело работать над «наиболее жуткими» отрывками книги, особенно эпизодами инцеста.
«Неловкий вечер» стал бестселлером в Нидерландах и выиграл премию ANV Debutantenprijs за лучший дебютный роман 2018 года на нидерландском языке. В 2020 году в переводе Хатчисон он получил Международную Букеровскую премию, принеся Рейневелду звание самого молодого и первого нидерландского обладателя этой награды. По словам председателя жюри премии Теда Ходжкинсона, судьи были единодушны в высокой оценке «проникновенного и виртуозного» романа Рейневелда:

…Есть что-то в пытливом взгляде, в этой поэтической точке зрения на вещи, в умении видеть в повседневном нечто примечательное, незаурядное. Эта книга проводит тебя сквозь череду тяжёлых и тревожных событий, но она же и позволяет посмотреть на мир по-новому. И я думаю, что это редкая удача… найти художественное произведение, способное полностью укоренить тебя там, где ты находишься, в непреложной истине другой жизни.
Оригинальный текст (англ.)…There’s something about the inquisitive gaze, that poetic perspective on those things, the ability to see in the everyday something remarkable, extraordinary. Even though it is a book that takes you through some difficult and unsettling cases, it has that ability to make the world new. And I think that is something…to find fiction that has the ability to absolutely root you where you are in the irreducible truth of another life.